# Hotel Sunnyside
El Hotel Sunnyside es una casa histórica ubicada en Magnolia Springs, Alabama.

## Descripción e historia
Fue construido en 1897 por Christopher McLennan. Fue convertido en hotel por su nueva propietaria, la señora Harding, en 1913. En la década de los 40 la heredaron su hermana y su cuñado quienes la utilizaron como vivienda particular hasta la década de los 80, cuando la vendieron a nuevos propietarios. En 1996, se vendió a David Worthington.
Ha sido incluido en el Registro Nacional de Lugares Históricos desde el 20 de febrero de 1998.